# Јуда (књига)
Јуда (енгл. Habesorah al pi Yehuda) је роман израелског књижевника Амоса Оза (енгл. Amos Oz) (1939 – 2018) објављен 2014. године. Издање на српском језику објавила је издавачка кућа „Лагуна“ из Београда 2016. године у преводу с немачког Мирјане В. Поповић.

## О аутору
Амос Оз је рођен као Амос Клауснеру у Јеруслиму 1939. године. На Хебрејском универзитету је студирао филозофију и књижевност. Дела су му преведена на четрдесет два језика за која је добио многа међународна признања и награде.
Дела:
- аутор двадесет романа од којих су најпознатији Црна кутија, Познавати жену, Фима, Не одлази ноћас, Исто море, Мој Михаел, Јуда;[3]
- аутобиографија Прича о љубави и тами;[3]
- збирка прича Где шакали завијају;[3]
- документарна прозна дела На тлу Израела, Падине Либана, Израел, Палестина и мир и Почетак приче.[3]

Писао је есеје о политици, књижевности и миру за часописе "Davar", "Yedioth Ahronoth", "New York Review of Books" као и многе друге светске новине.
Амос Оз је преминуо 2018. године.

## О делу
Радња романа Јуда је смештена у Јерусалим, 1959. године. Шмуел Еш, млади библијски учењак осећа се изгубљено. У тренутку када реши да напусти Јерусалим и врати се у завичај наилази на оглас и тада одлучује да прихвати посао неговатеља генијалног али џангризавог старца Гершома Волда. У старчевом дому присутна је и још једна особа, тајанствена, Аталија Абарбанел, прелепа жена у четрдесетим годинама, ћерка преминулог вође Циониста. Она заводи младог Шмуела иако га истовремено држи на дистанци. Како радња у роману тече, стара камена кућа у Јерусалиму и троје отпадника који у њој живе полако почињу да откривају своје тајне.
Како нарација напредује, Оз истражује ликове и идеје у позадини историје Израела. Радња постепено открива мрачну везу између ликова, бацајући светло на ставове Шеалтијела Абрабанела, оца Аталије Абраванел о суживоту. Роман преплиће Шмуелову напуштену тезу о Исусу и Јуди, нудећи истраживање издаје и политичке сложености.
Јуда је љубавна прича и роман о одрастању, Јуда нам даје несвакидашњи поглед на стање у Израелу и новозаветну причу.

## Ликови
- Шмуел Аш - сањар и велики усамљеник, меланхолик, сав у супротностима: по изгледу крупан, али осетљив и нежан младић; склон брбљању и расправама, мада невољан да стрпљиво слуша друге; образован и талентован истраживач хебрејске књижевности и историје, али недовољно истрајан, повремено чак апатичан; увек ужурбан, али спутан астмом и нарушеним здрављем. Као декларисани социјалиста и атеиста, готово романтичарски гневан на постојање патње и неправде на овом свету, он је противник сваког радикалног национализма, мада је његова идеја „хуманог социјализма”, поготово у годинама након израелско-арапских сукоба, само утопијско сањарење једног меланхолика.[7]

- Гершом Валд - Шмуелов послодавац и саговорник током дугих ноћи, крупни високи старац дуге беле косе, некада снажан човек а сада инвалид, усамљеник осуђен на тишину своје библиотеке. Некада је био ватрени циониста и заговорник борбе за независност, сада резигнирани човек који, упркос трагичној погибији сина јединца, без мржње и острашћености сагледава исувише комплексну ситуацију вишевековних израелско-арапских сукоба.[7]

- Шеалтијел Абрабанел - лик оживљен кроз причања и сећања кћерке Атаље и старог Валда, постаје један од најважнијих ликова у роману. Као пријатељ Арапа и добар познавалац њихове културе и обичаја, Абрабанел је заговарао мирно решење сукоба, па чак и поделу земље на арапски и јеврејски део, што му је донело осуду и пресуду шире јавности. Тако је постао први Јуда тог покрета, осудивши себе на лагано умирање у самоизолацији – у својој породичној кући на периферији Јерусалима. Сматрао је да је суживот Арапа и Јевреја могућ, чак и ако би био заснован на вероватно једином заједничком именитељу – чињеници да су и једни и други били жртве европског империјализма тј. експлоататорске хришћанске Европе и њеног дуговековног колонијализма. [7]

- Аталија Абарбанел - Абрабанелова кћерка, најзагонетнији лик у овој причи пуној усамљеника и резигнираних људи. Приказује се као хладна и веома прорачуната особа, интелигентна и тајновита. Упркос томе што је већ у средњим четрдесетим, она против своје воље постаје фатална жена за младиће који су долазили у њену кућу да би за новац правили друштво њеном свекру Валду. Према тим мушкарцима осећа презир, али и сажаљење. Она није подређена никоме - ни мужу, ни оцу.[7]